# Бойченко Олександр Володимирович

## Життєпис
1992 року закінчив Чернівецький національний університет імені Юрія Федьковича за спеціальністю «Російська мова та література».
1996 року захистив дисертацію на тему: «Суд над Сократом у європейській літературі: функціонування традиційної структури», кандидат філологічних наук.

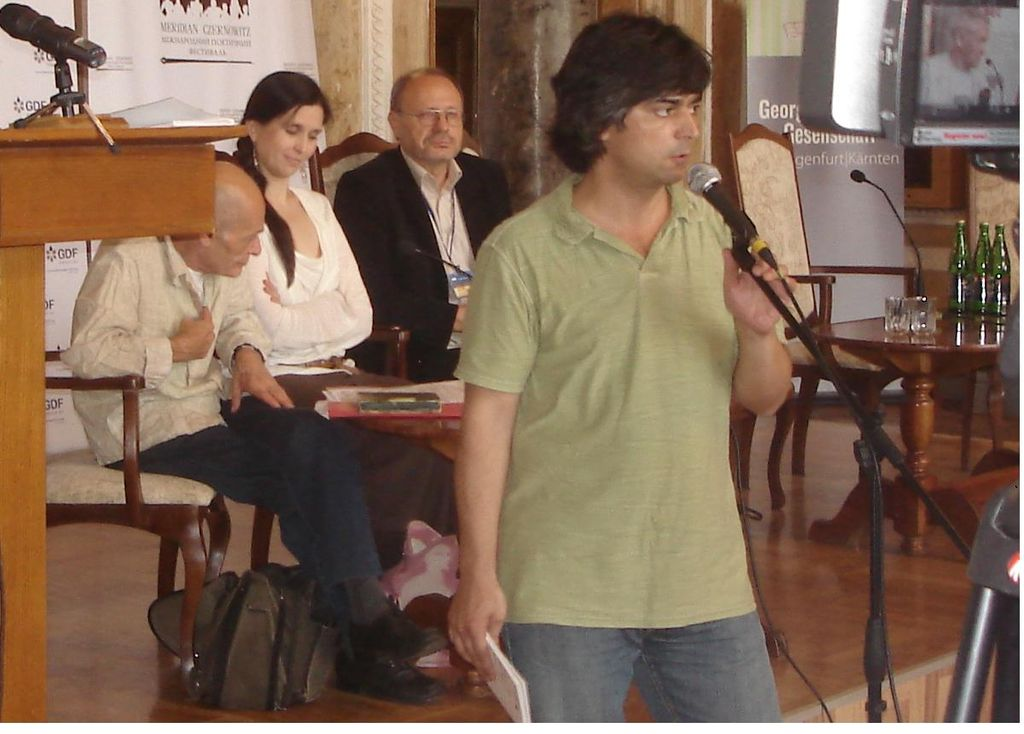
На літературному фестивалі Meridian Czernowitz в Чернівцях (2011)

У 1992–2008 роках доцент Чернівецького університету, викладач зарубіжної літератури, а також співредактор інтернет-часопису «Потяг 76», колумніст «Українського Журналу» (Прага), журналу «Країна» (Київ), газети «Молодий буковинець» та інших.
У 2005 і 2008 роках — учасник стипендіальної програми міністра культури Польщі Gaude Polonia.
З 2008 року зосереджується на творчій роботі: художній редактор декількох десятків книг, автор шести збірок есе та кількох сотень публікацій у наукових і періодичних виданнях, перекладів на українську з польської та російської.
Член журі премії «Книжка року» до 2002 року.
Перший лауреат «Книжки року» у номінації найкращий медіакритик.
2015 року за книгу «Більше / Менше» присуджено премію імені Юрія Шевельова, за художню та наукову есеїстику. Лауреат з 2013 року оголошується щороку 17 грудня, у день народження Юрія Шевельова.

## Погляди
Олександр Бойченко в книзі «Щось на кшталт шатокуа» (Івано-Франківськ, 2003) висловив таку думку: «Скандальна книжечка Бузини „Вурдалак Тарас Шевченко“ незрівнянно корисніша для читача, ніж гори совкової шевченкознавчої літератури.

## Творчий доробок

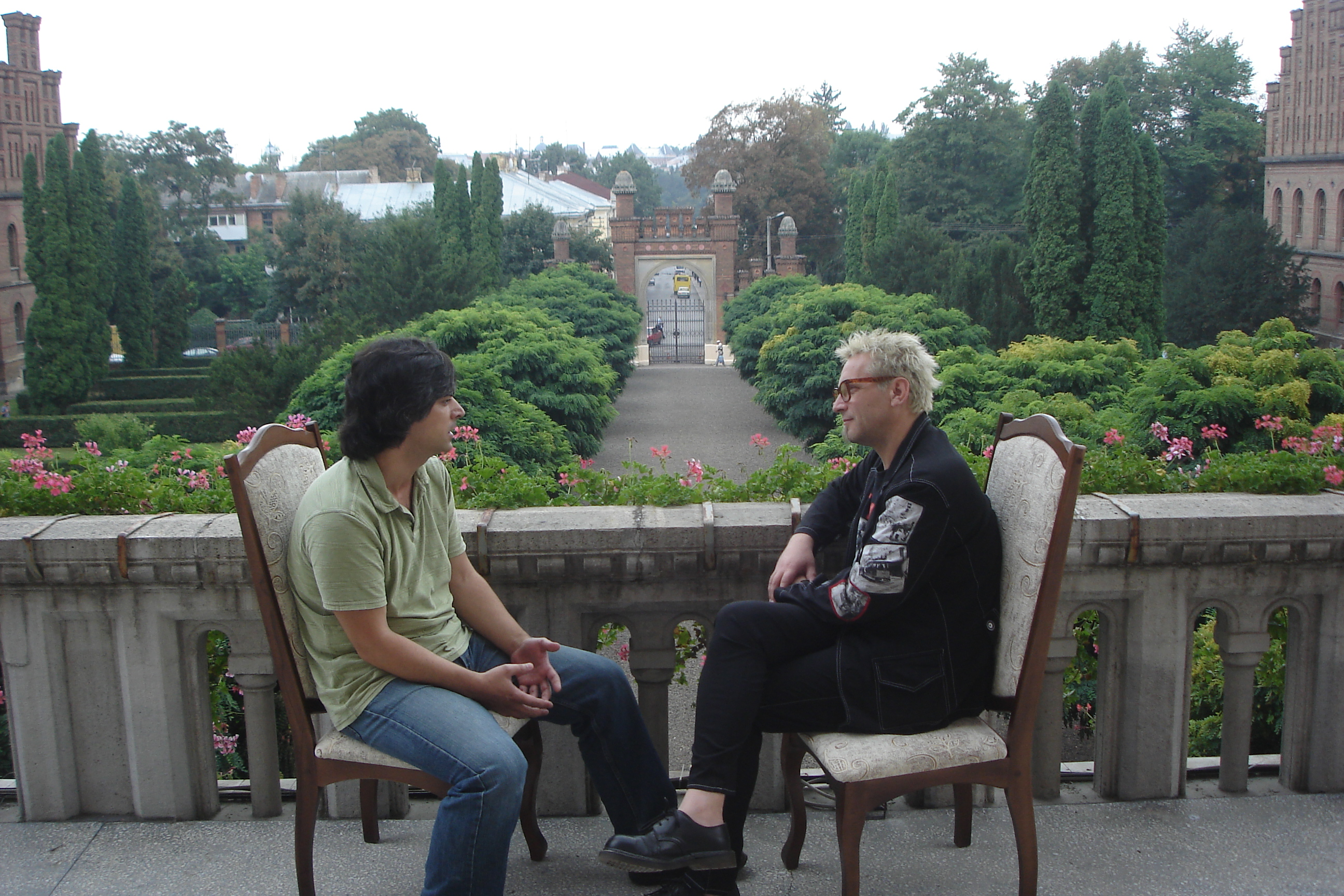
Російський кінорежисер Євген Горін бере інтерв'ю у організатора Міжнародного поетичногой фестивалю MERIDIAN CZERNOWITZ Олександра Бойченка.

### Книги
- Щось на кшталт шатокуа[17]. — Івано-Франківськ: Лілея-НВ, 2003. — 136 с.
- Шатокуа плюс. — Львів: Піраміда, 2004. — 192 с.
- Аби книжка. — Чернівці: Книги — XXI, 2011. — 276 с.[18][19][20]
- Мої серед чужих. — Чернівці: Книга-ХХІ, 2012. — 320 с. Зміст та деталі
- Більше/Менше. — Чернівці: Книги — XXI, 2015. — 200 с.
- 50 відсотків рації. — Чернівці: Книги — XXI, 2016. — 160 с.
- Гра на вибування. — Чернівці: Книги — XXI, 2022. — 184 с.

### Переклади
З польської:
- Даніель Одія. Тартак / Пер. з пол. О. Бойченка. — Чернівці: Книги-ХХІ, 2008. — 168 с.
- Тадеуш Боровський. У нас, в Аушвіці… / Пер. із пол. О. Бойченка. — Чернівці: Книги ХХІ, 2014. — 272 с. 
 Критика: ЛітАкцент [Архівовано 9 травня 2015 у Wayback Machine.], 19 листопада 2014
- п'єси «Пісочниця» і «Перший раз» Міхала Вальчака;
- «Валіза» Малґожати Сікорської-Міщук;
- «Тикоцін» Павела Демірського і Міхала Задари, а також близько двадцяти творів «малої форми» Тадеуша Боровського, Марека Гласка, Юзефа Гена, Лешка Колаковського, Анджея Стасюка, Ольги Токарчук, Яна Гімільсбаха, та ін.

З російської:

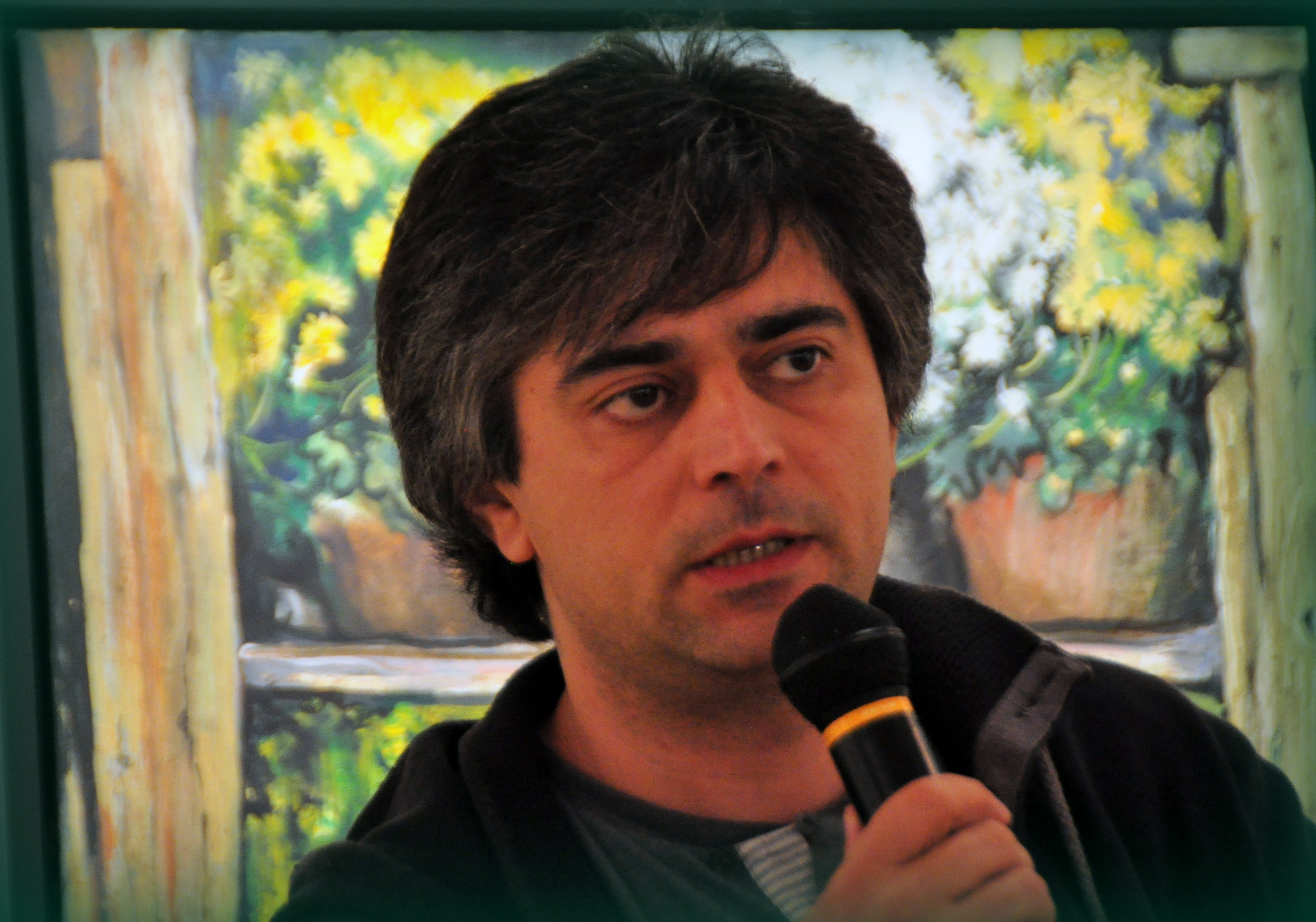
Під час виступу в Канадсько-Українській Мистецькій Фундації в Торонто (Канада, 2014)

- Віктор Єрофєєв. Хороший Сталін/ Пер. з рос. О. Бойченка. — Львів: ВНТЛ-Класика (серія «Колекція Перфецького»), 2006. — 344 с. ISBN 966-8849-28-0
- Ігор Померанцев. «Баскський собака» (повість) (із збірки «КҐБ та інші…»[21].)

### Статті
- До теорії українського маразму[недоступне посилання з червня 2019] // «Дзеркало тижня» № 36, 20 Вересень 2003
- Неформат[недоступне посилання з червня 2019] // «Дзеркало тижня» № 5, 07 Лютий 2004
- «Дзеркало тижня». search Олександр Бойченко

### Есе
- Табачнік — моє всьо [Архівовано 5 березня 2016 у Wayback Machine.] // Український журнал — 5/2010
- Моя резолюція з приводу ситуації в Європарламенті [Архівовано 14 серпня 2010 у Wayback Machine.] // Українська правда, 07 квітня 2010, 15:48. Див. також Український журнал — 4/2010 [Архівовано 5 березня 2016 у Wayback Machine.]: укр [Архівовано 5 березня 2016 у Wayback Machine.], pol [Архівовано 5 березня 2016 у Wayback Machine.], рус [Архівовано 30 грудня 2020 у Wayback Machine.]
- Сповідь расиста [Архівовано 5 березня 2016 у Wayback Machine.] // Український журнал — 3/2010

### Інтерв'ю та блоги

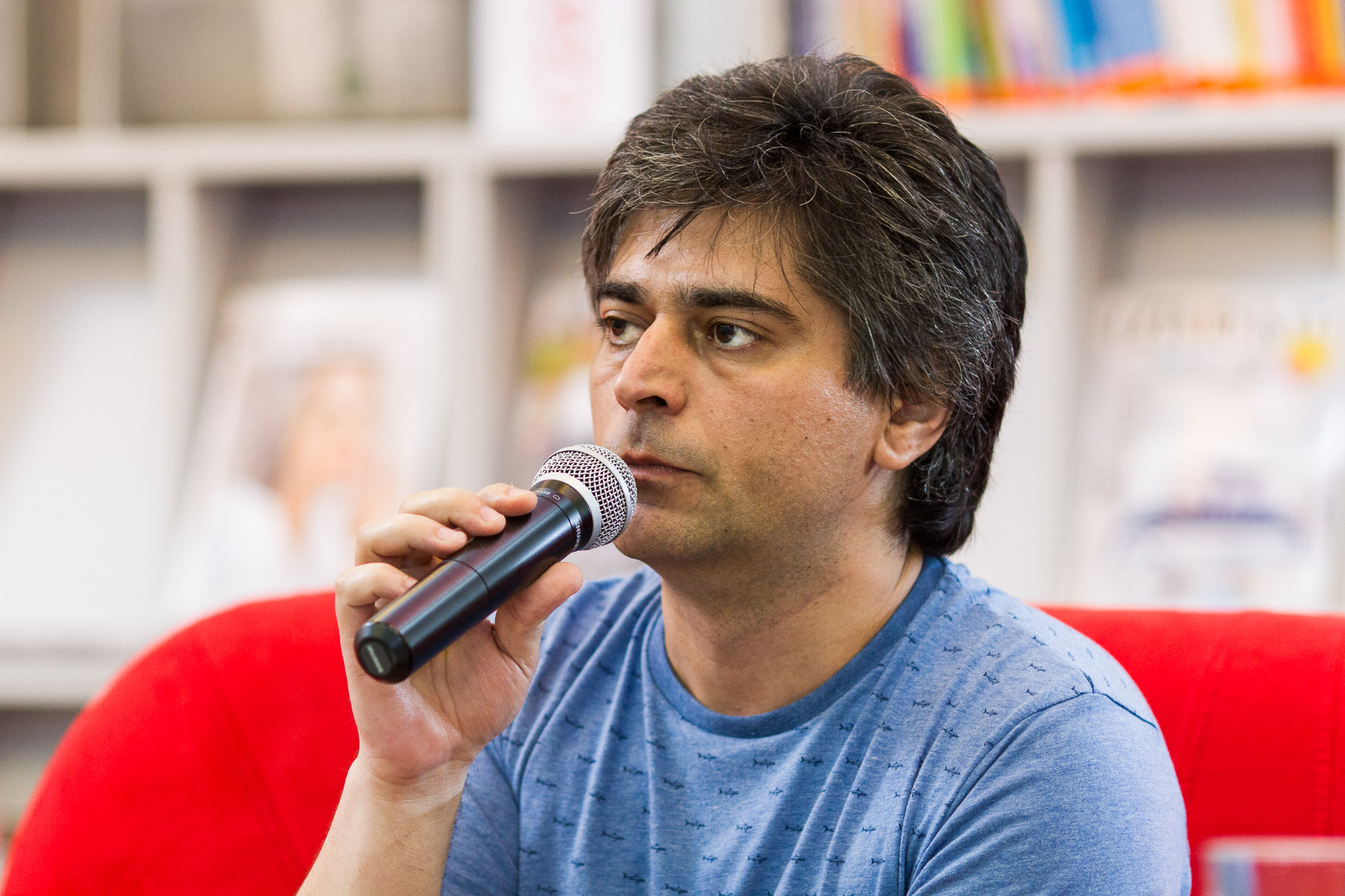
Місяць Авторських Читань 2015, Вроцлав, Польща

- Бойченко демонстрував чернівчанам «Більше/Менше» [Архівовано 26 січня 2021 у Wayback Machine.]
- ОЛЕКСАНДР БОЙЧЕНКО: Нормальний чоловік в інтерв'ю правдиво про себе не говорить [Архівовано 22 грудня 2011 у Wayback Machine.]
- Лист німецькій подрузі [Архівовано 24 лютого 2017 у Wayback Machine.]
- Зайві люди, тобто інтелектуали [Архівовано 4 березня 2016 у Wayback Machine.]
- Чат з Сергієм Жаданом на порталі Artvertep.com [Архівовано 14 вересня 2019 у Wayback Machine.]
- Олександр Бойченко на порталі Дзиґа
- «Письменник може бути негідником або святим — якість тексту від цього не залежить»[недоступне посилання з червня 2019]
- Сторінка Олександра Бойченка на сайті Gazeta.ua [Архівовано 22 березня 2015 у Wayback Machine.]
- Олександр Бойченко: Моя резолюція з приводу ситуації в Європарламенті [Архівовано 18 серпня 2016 у Wayback Machine.]
- Блог на сторінках газети «Молодий буковинець» [Архівовано 13 березня 2017 у Wayback Machine.]
- Інтерв'ю журналу «ШО»: «Залишається дбати про власну чистоту»

## Нагороди
- Лауреат премії «Книжка року» («Щось на кшталт шатокуа»[17], 2003, художня есеїстика).
- Премія імені Юрія Шевельова за книгу «Більше / Менше» (2015)